# Hardcore Will Never Die, But You Will
Hardcore Will Never Die, But You Will är det sjunde studioalbumet av det skotska bandet Mogwai, producerat av Paul Savage. Det släpptes den 14 februari 2011 i Europa genom Rock Action Records, och den 15 februari 2011 i USA på Sub Pop.

## Låtlista
1. "White Noise" – 5:04
2. "Mexican Grand Prix" – 5:18
3. "Rano Pano" – 5:15
4. "Death Rays" – 6:01
5. "San Pedro" – 3:27
6. "Letters to the Metro" – 4:41
7. "George Square Thatcher Death Party" – 4:00
8. "How to Be a Werewolf" – 6:23
9. "Too Raging to Cheers" – 4:30
10. "You're Lionel Richie" – 8:29

Det finns en limiterad utgåva som inkluderar en bonusskiva innehållandes en extra låt, "Music for a Forgotten Future (The Singing Mountain)". Den är 23 minuter lång och spelades in för en konstinstallation av Douglas Gordon och Olaf Nicolai.